# 骆琳
骆琳（1955年9月—），男，汉族，辽宁大连人，中华人民共和国政治人物。沈阳药学院毕业，辽宁大学企业管理专业经济学硕士。曾任中共辽宁省委副书记、辽宁省政协主席，国家安全生产监督管理总局局长、党组书记，中华全国供销合作总社理事会副主任，中共第十七届中央候补委员。

## 生平
骆琳中学毕业后，在辽宁省新金县瓦窝公社当知青，後进入大连制药厂当工人。1976年加入中国共产党。高考制度恢复后，於1978年考入原沈阳药学院（今沈阳药科大学）。1982年毕业后留校，并出任该校共青团委副书记；1983年，出任沈阳市共青团委副书记，开始步入政坛。1985年，任共青团沈阳市委书记（其间在辽宁省委党校中青年干部培训班学习）。1992年出任共青团辽宁省委书记；两年後，放任中共抚顺市委副书记；1996年起，兼任抚顺市人民政府市长。
自1997年11月，骆琳历任辽宁省人民政府副秘书长、办公厅主任，中共葫芦岛市委书记，中共辽宁省委组织部部长等职；2001年4月，出任中共辽宁省委常委。2006年10月，在中共辽宁省第十届委员会第一次全体会议上，当选省委副书记、并兼任省委党校校长；2008年1月，又当选辽宁省政协主席。
2008年12月，在王君赴山西省工作后，骆琳被任命为国家安全生产监督管理总局局长、并兼任党组书记。 2012年5月，被免职。2012年9月，被任命为中华全国供销合作总社理事会副主任（正部长级）。2020年9月，到龄卸任。